# Gulfstream V
O Gulfstream G550 é uma sofisticada aeronave executiva bimotor de alta performance, de médio porte e alcance intercontinental, com motorização turbofan muito potente, com capacidade para transportar com muito conforto 15, 18 ou 19 passageiros, dependendo da configuração adotada, ou até mesmo 8 indo todos deitados (a dormir), fabricada nos Estados Unidos pela Gulfstream Aerospace, uma subsidiária da corporação norte-americana General Dynamics, que utilizou como base outros projetos antecessores de aeronaves executivas das décadas de 1960 e 1970, chamados  Gulfstream G-II e Gulfstream G-III.
A aeronave faz uso de dois motores Rolls-Royce BR710.

## Principais características
A rigor, o Gulfstream G550 é uma versão atualizada e melhorada do sofisticado Gulfstream V, são aeronaves bem parecidas.
O Gulfstream G550 e o Gulfstream G450 são semelhantes no design externo e interno, mas o Gulfstream G550 é um pouco maior, tem motorização mais potente e alcance maior.
A rigor, o Gulfstream G450 é uma versão atualizada e melhorada do sofisticado Gulfstream IV, são aeronaves bem parecidas.
O Gulfstream G550, o Gulfstream G450, o Gulfstream V e o Gulfstream IV não trazem inovações radicais no aspecto da construção, que continua sendo convencional em alumínio e ligas-metálicas, mas oferecem ao seu exigente usuário o que existe de mais avançado em aviônicos e itens de conforto, que chegam ao ponto extremo de oferecer dois toaletes separados para a tripulação e passageiros, TV por assinatura via satélite, pontos de acesso à Internet por satélite, telefone por satélite, fax, forno de microondas, mini-refrigerador para bebidas, CD player e DVD player, mini-ducha para banhos rápidos (opcional), guarda-roupas compacto, pia para lavar as mãos e escovar os dentes, etc.
Outras características marcantes do Gulfstream G550 e do Gulfstream V são o seu longo alcance de cerca de 11.000 quilômetros (lotado / 75% de potência / com reservas), e a capacidade de subir direto até altos níveis de voo mais confortáveis e adequados, com menos turbulência, de 15.000 metros de altitude, mesmo com os tanques de combustível cheios e a cabina lotada de passageiros.
A aeronave sobe direto até 15.000 metros em menos de meia hora, após a decolagem. Jatos executivos de alta performance como esses estão menos sujeitos a turbulências de mau tempo.
O altíssimo nível de tecnologia em aviônicos no Gulfstream G550 chega a um ponto extremo de oferecer um equipamento chamado EVS (Enhanced Vision System), que permite ao piloto visualizar à noite, na tela, como se fosse de dia, o terreno sobrevoado, incluindo o aeroporto de destino. 
O EVS está conjugado a outros equipamentos também no estado da arte, incluindo o chamado HUD (Head Up Display), que permite ao piloto perceber o eixo da pista de pouso em aproximações com espessa neblina / nevoeiro ou chuva leve, de dia ou à noite.
Todas as facilidades e conveniências disponíveis no Gulfstream G550 e Gulfstream V podem ser utilizadas e acessadas por tempo indeterminado e com a aeronave ainda no solo, com os motores desligados, incluindo o sistema de ar-condicionado alimentado pela eletricidade gerada pela APU, uma unidade independente fornecedora de energia.

## Mercado
Incluindo todos os modelos dessa família de aeronaves de longo alcance (G550, GV, G450 e GIV), são mais de 200 unidades vendidas.

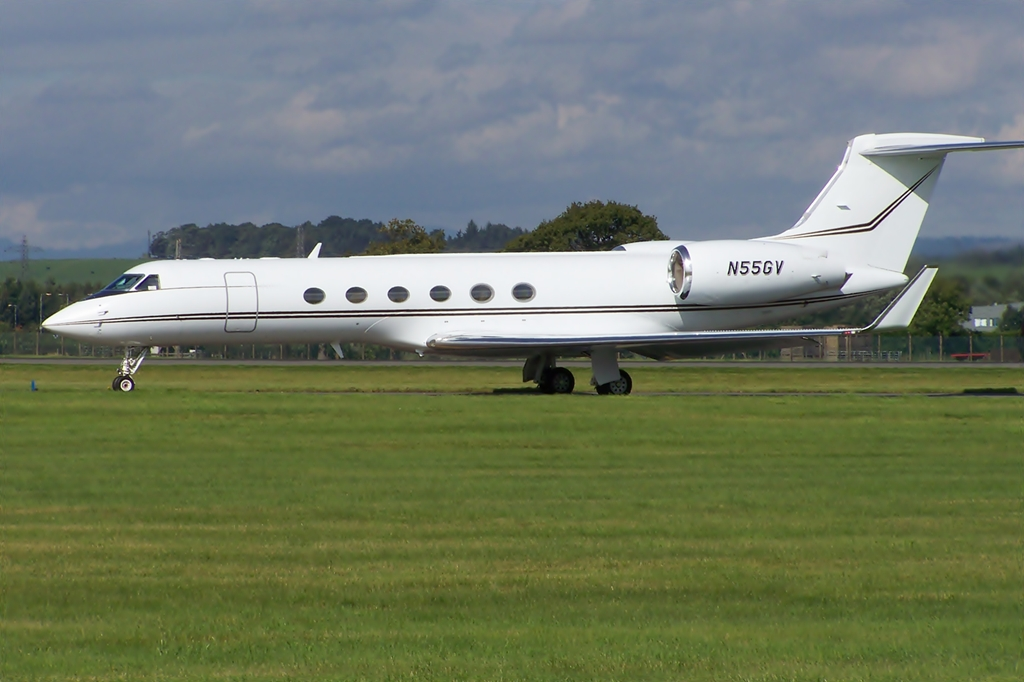
Gulfstream V
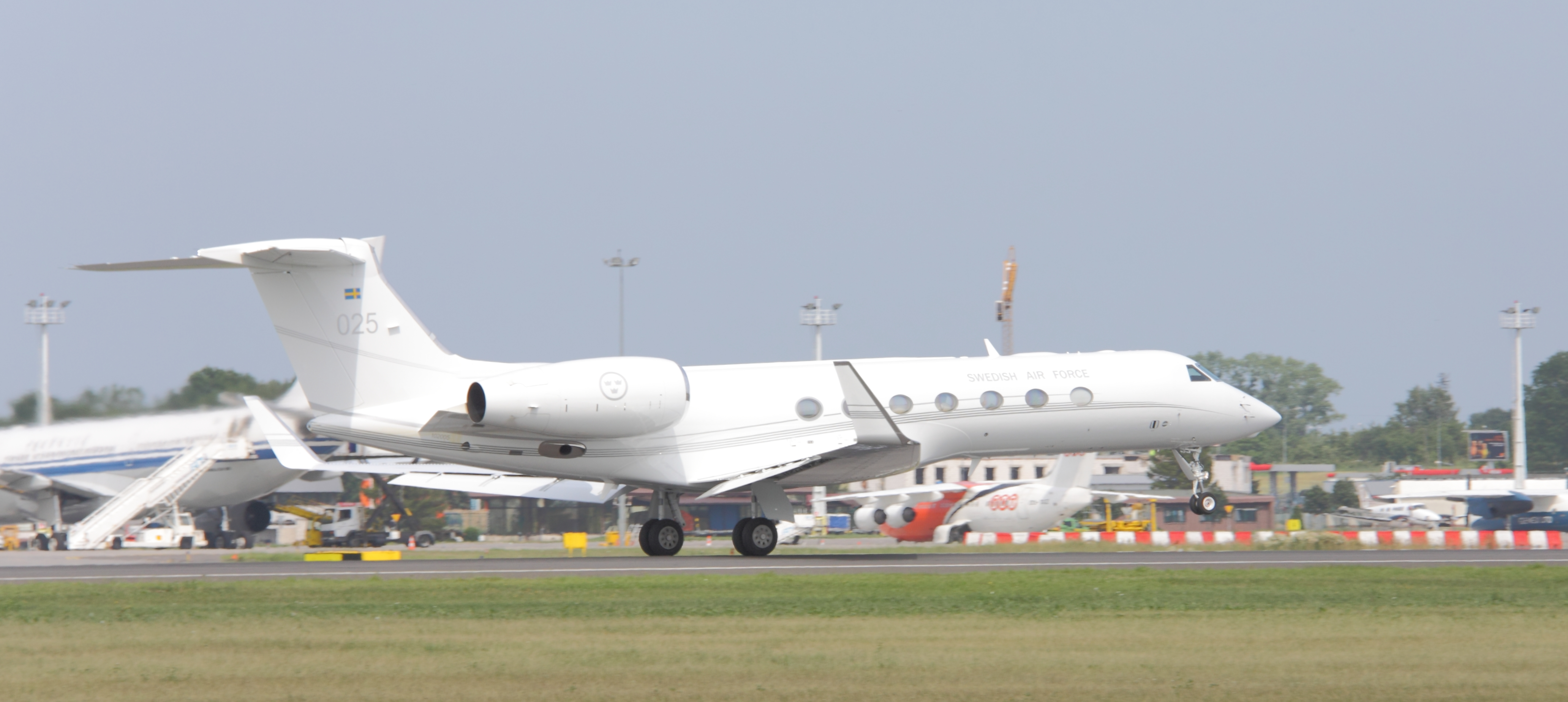
Gulfstream G550

## Ficha técnica

### Gulfstream G550
- Pista de pouso: Aprox. 1.999 metros (lotado / dias quentes / tanques cheios);
- Velocidade de cruzeiro: Aprox. 900 km/h;
- Motorização (potência): 2 X Rolls Royce BR 710 (15.385 libras / cada);
- Capacidade: 15 ou 18 passageiros;
- Alcance: Aprox. 11.000 quilômetros (lotado / 75% potência / com reservas);
- Teto de serviço: Aprox. 15.000 metros;
- Preço: Aprox. US$ 50 milhões (novo);
- Peso máximo decolagem: Aprox. 41.200 kg;
- Consumo médio (QAV): Aprox. 1.900 litros / hora (lotado / 75% potência);
- Consumo médio (QAV): Aprox. 0,11 litro / passageiro / km voado;
- Comprimento: Aprox. 30 metros;

### Gulfstream G450
- Motorização (potência): 2 X Rolls Royce Tay 611 (13.850 libras / cada);
- Comprimento: Aprox. 27 metros;
- Pista de pouso: Aprox. 1.850 metros (lotado / dias quentes / tanques cheios);
- Peso máximo decolagem: Aprox. 33.500 kg;
- Capacidade: 12 ou 15 passageiros;
- Velocidade de cruzeiro: Aprox. 850 km / h;
- Teto de serviço: Aprox. 13.500 metros;
- Alcance: Aprox. 7.600 quilômetros (lotado / 75% potência / com reservas);
- Preço: Aprox. US$ 45 milhões (novo);
- Consumo médio (QAV): Aprox. 1.850 litros / hora (lotado / 75% potência);
- Consumo médio (QAV): Aprox. 0,11 litro / passageiro / km voado;

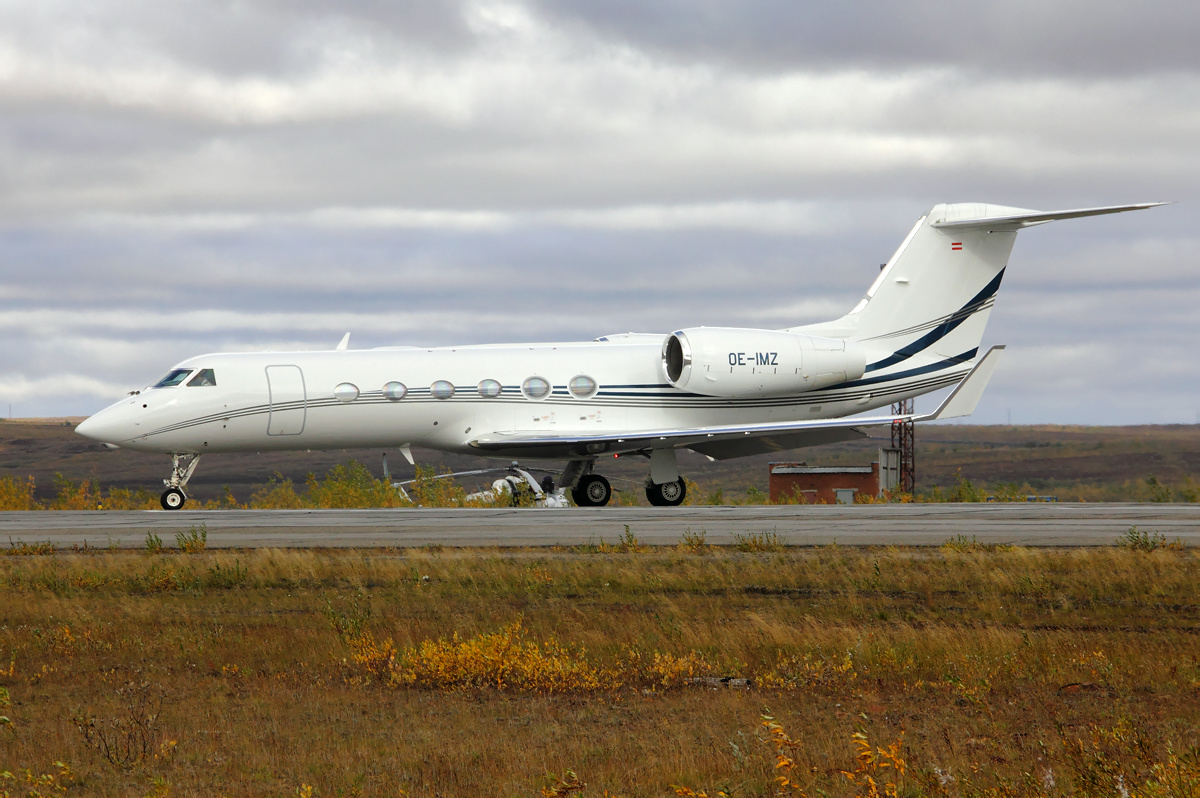
Gulfstream G450
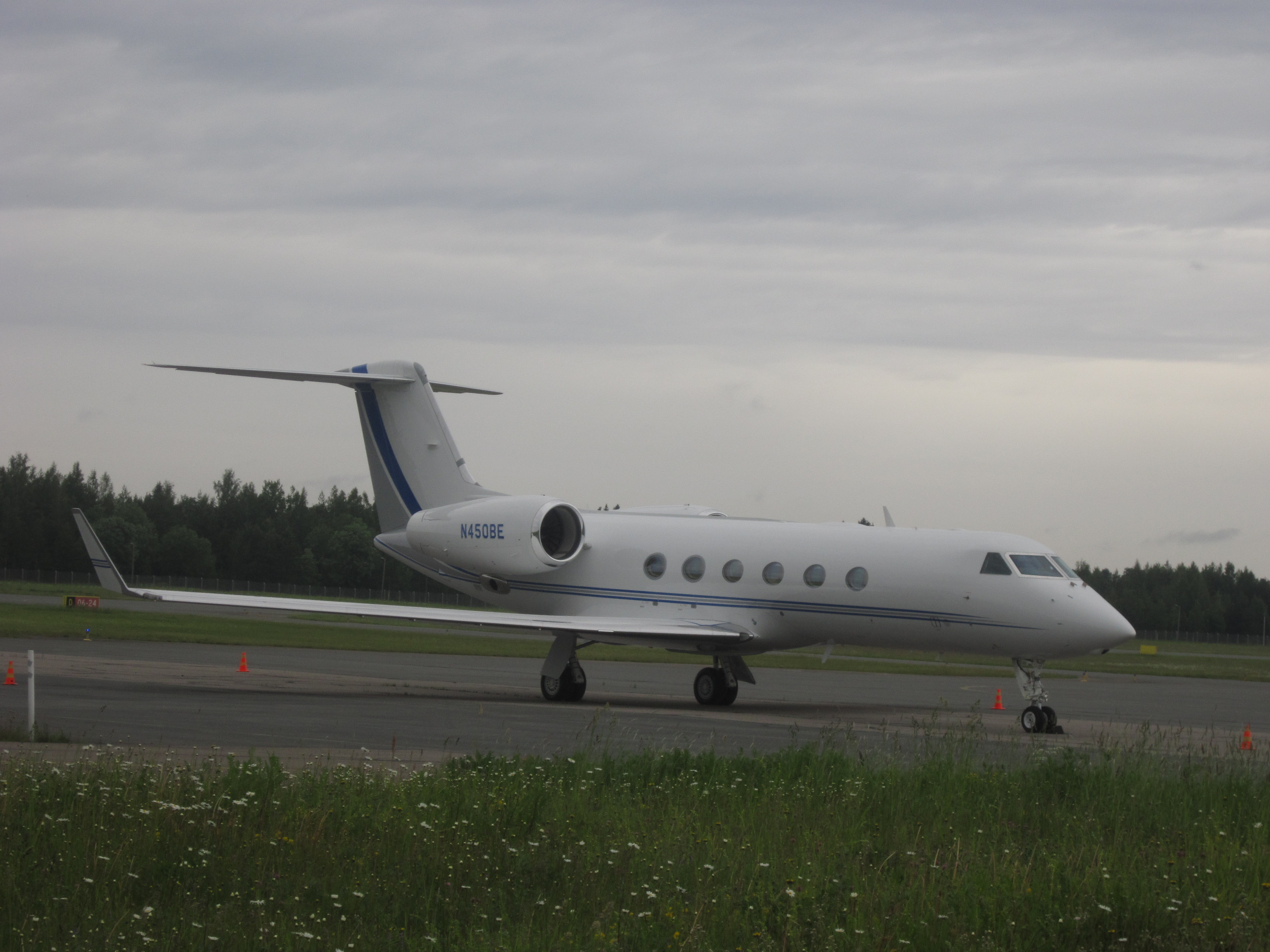
Gulfstream IV

## Principais concorrentes
- Bombardier Global 5000;
- Bombardier Global Express;
- Embraer Legacy 650;
- Dassault Falcon 2000 EX;
- Cessna Citation Longitude;